# 館 (仙台市)

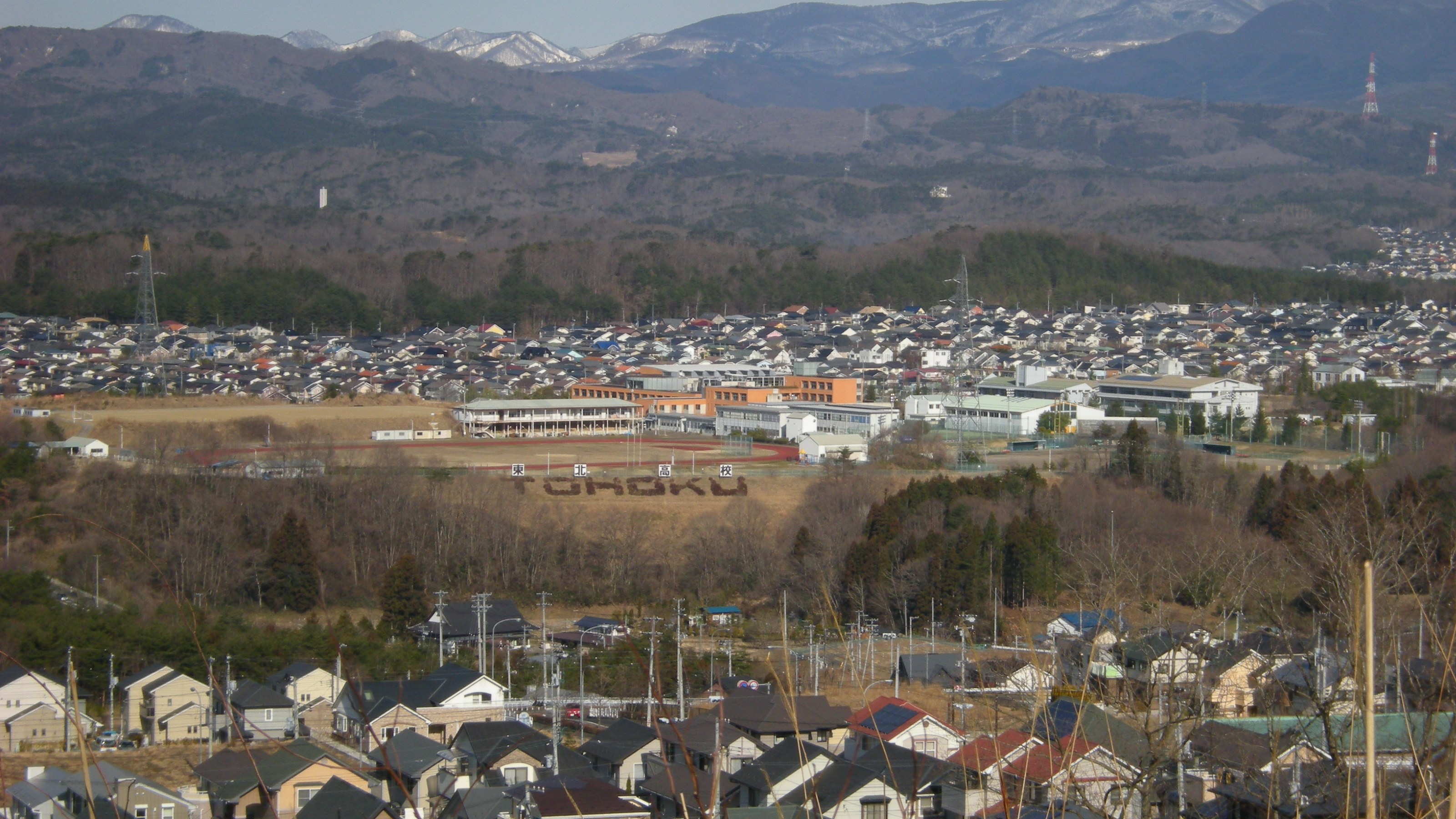
泉ビレジ 遠景

館（やかた）は、宮城県仙台市泉区に所在する地名。1丁目 - 7丁目からなる。東急ニュータウン「泉ビレジ」（いずみビレジ）とも呼ばれる。

## 概要
仙台市泉区南部に位置するニュータウン。泉ビレジとして、東急不動産が造成を行った。総開発面積は164.5 ha、約2,300戸、人口約8,000人。
仙台市都心部より北西に約10 km。実沢・北中山の西、住吉台の南東に位置し、山林を切り開いて造成された。地名の由来は、鎌倉時代の武将・八乙女淡路盛昌の居城であった「八乙女館」（別名、八乙女城）から。

## 歴史
- 1981年 - 造成、分譲開始。
- 1988年 - 仙台市立館小学校開校。
- 1989年 - 仙台アメリカンスクール開校。
- 1994年 - 東北高等学校泉キャンパス竣工。
- 1996年 - 仙台市立館中学校開校。

## 世帯数と人口
2022年（令和4年）4月1日現在の世帯数と人口は以下の通りである。
| 丁目    | 世帯数    | 人口    |
| ------- | --------- | ------- |
| 館1丁目 | 610世帯   | 1,415人 |
| 館2丁目 | 536世帯   | 1,228人 |
| 館3丁目 | 664世帯   | 1,708人 |
| 館4丁目 | 420世帯   | 1,235人 |
| 館5丁目 | 261世帯   | 595人   |
| 館6丁目 | 260世帯   | 629人   |
| 館7丁目 | 16世帯    | 20人    |
| 計      | 2,767世帯 | 6,830人 |

## 主な施設
- 泉館郵便局（2丁目）
- 仙台市立館中学校（6丁目）
- 仙台市立館小学校（7丁目）
- 東北高等学校泉キャンパス（7丁目）

## アクセス
- 路線バス（仙台市営バス）
  - 仙台駅より約45分
  - 泉中央駅より約20分
- 車
  - 東北自動車道・仙台宮城ICより約15分